# Julio José Prado
Julio José Prado Lucio-Paredes (Quito, 5 de diciembre de 1978) es un economista ecuatoriano. Es el Ministro de la Producción, Comercio Exterior, Inversiones y Pesca de Ecuador.